# Eupolem (historiador)
Eupolem （en llatí Eupolemus, en grec antic Εὐπόλεμος "Eupólemos") fou un historiador grec que va viure segurament al segle i aC. Va escriure diverses obres sobre la història dels jueus. Flavi Josep l'esmenta i sembla que no parla pas d'un jueu de religió.
Els títols coneguts són: 
- Περὶ τῶν ἐν τῇ Ἰουδαίᾳ Βασιλέων, que també cita Climent d'Alexandria.
- Περι τῆς Ἠλίου προφητείας.
- Περὶ τῶν τῆς Ἀσσυρίας Ἰουδαίων.[1]